# Рёдингхаузен
Рёдингхаузен (нем. Rödinghausen) — община в Германии, в земле Северный Рейн-Вестфалия.
Подчиняется административному округу Детмольд. Входит в состав района Херфорд.  Население составляет 9862 человека (на 31 декабря 2010 года). Занимает площадь 36,27 км².
Коммуна подразделяется на 5 сельских округов.

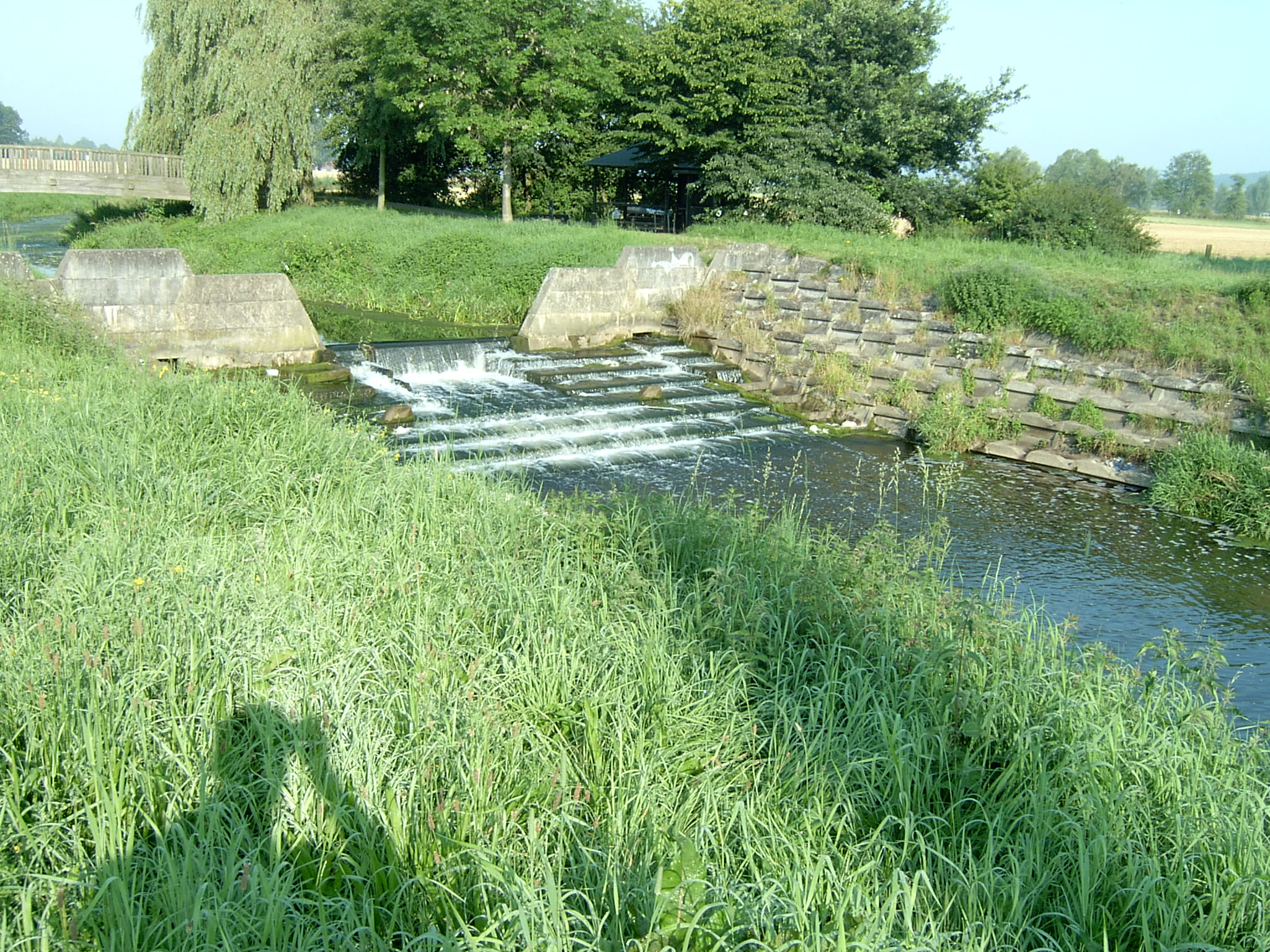
Рёдингхаузен